# Wyeomyia undulata
Wyeomyia undulata is een muggensoort uit de familie van de steekmuggen (Culicidae). De wetenschappelijke naam van de soort is voor het eerst geldig gepubliceerd in 1938 door del Ponte & Cerqueira.